# Myurella affinis
Myurella affinis é uma espécie de gastrópode do gênero Myurella, pertencente a família Terebridae.